# Sanda (sport walki)
Sanda (chiń. 散打; pinyin sǎndǎ – wolna walka) lub Sanshou (chiń. 散手; pinyin sǎnshǒu – wolna ręka) – chiński nowożytny sport walki, oparty na tradycyjnych chińskich sztukach walki.
W Chinach istnieje wiele różnych systemów (stylów) walki wręcz, które określa się mianem kung-fu. Sanda nie jest jednym z nich, jest jedynie sposobem uprawiania nowożytnego wushu – sportowego kung-fu. Wushu posiada dwie główne konkurencje: taolu oraz sanda. Taolu, czyli tzw. formy, to skomplikowane układy ruchowe wykonywane samodzielnie bądź z partnerem, z bronią bądź bez broni, w celu demonstracji zbioru określonych technik walki. Natomiast sanda to sparing, walka w ringu.

## Zarys historyczny
Sanda wywodzi się z tradycyjnych pojedynków toczonych na wysokich platformach Lei tai, wokół których wbijano włócznie bądź bambusowe kije z zaostrzonymi końcami. W walce nie obowiązywały żadne zasady, więc zwyciężał ten zawodnik, który po prostu przeżył bądź zepchnął przeciwnika z platformy.
Ponieważ tradycyjne chińskie sztuki walki są różnorodne, w czasach nowożytnych próbuje się dokonać ich systematyzacji. W tym celu już w 1928 roku została utworzona ogólnokrajowa instytucja zajmująca się profesjonalizacją treningów i zawodów tradycyjnych sztuk walki – Centralny Instytut Guoshu. Pierwszych instruktorów wyłoniono wśród zwycięzców ogólnokrajowych zawodów w walkach pełnokontaktowych, aczkolwiek nie rozegrano ich do finałów, z uwagi na zgony i poważne urazy zawody przerwano. Zawody bowiem realizowano tradycyjnie, a więc bez żadnych reguł. Niemniej jednak można przyjąć, że były to pierwsze, współczesne, ogólnokrajowe zawody w walkach pełnokontaktowych.
Po przejęciu władzy w Chinach przez komunistów, uprawianie sztuk walki było zakazane, przez ok. 10 lat, aby potem przez podobny czas mogło się stopniowo rozwijać. Pozwolono na organizowanie pokazów sztuk walki, odbyły się wówczas pierwsze zawody w tym zakresie w ChRL. W okresie rewolucji kulturalnej ponownie zakazano sztuk walki.
W tym czasie zawody międzynarodowe były organizowane na Tajwanie i wciąż odbywały się w myśl tradycyjnych zasad, tj. bez żadnych sformalizowanych reguł ograniczających używane w ringu techniki walki, bez żadnych elementów osłaniających części ciała, a także bez podziału zawodników według kategorii wagowych. Dopiero w latach 80. XX wieku, z uwagi na dużą urazowość tego sportu, zaczęto wprowadzać pewne restrykcje m.in. wymuszające stosowanie ochraniaczy.
Po zakończeniu rewolucji kulturalnej w ChRL sztuki walki można było ponownie uprawiać. Został powołany Chiński Narodowy Komitet Sportu, pod którego przewodnictwem wybrane wyższe szkoły sportowe opracowały zasady rozgrywania i punktowania walk dla potrzeb utworzenia sportu kontaktowego wedle współczesnych standardów, jak też zaczęły organizować pierwsze zespoły zawodników. Pierwszy oficjalny regulamin sanda został sformułowany w 1982 roku w trakcie konferencji w Pekinie.

## Sanda jako dyscyplina sportowa
Ponieważ zdecydowana większość zachodnich szkół „kung-fu” nie prowadziła szkoleń przygotowujących adeptów do walk wyczynowych, zachodnie kluby sportowe, chcąc wystawić do walk sanda zawodników, początkowo rekrutowały ich pośród adeptów innych niż „kung-fu” systemów walki, takich jak kick-boxing czy boks tajski. Choć ci zawodnicy odnosili pewne sukcesy, nie byli w stanie dorównać zawodnikom azjatyckim, którzy byli jednak znacznie lepiej przygotowani. Walki w wykonaniu azjatów miały również bardziej widowiskowy walor, z uwagi na znajomość przez zawodników różnych technik nie będących przedmiotem treningu tradycyjnie rozumianych stylów walki typu kick-boxing, np. uderzeń i kopnięć obrotowych, po łuku z góry bądź od dołu, czy kopnięć z wyskoku oraz przede wszystkim bogatych technik obrony, uniku, przechwytu czy kontrataku. Wybitnymi przedstawicielami sanda zawodowego są Bao Ligao oraz Liu Hailong. Ten pierwszy, z uwagi na to, że pokonał w ringu bardzo wielu wysokiej klasy zawodników boksu tajskiego, nosi też przydomek „Zabójcy Muay Thai”.
W Polsce istnieje też Polski Związek Wushu, organizacja starająca się skupiać różne kluby sportowe w celu utworzenia bazy szkoleniowej i reprezentacyjnej na potrzeby reprezentacji kraju na zawodach międzynarodowych, zgodnie z oficjalnymi regulaminami wushu (w tym i walk sanda). Poza tym inne kluby sportowe i szkoły walki pod szyldem „kung-fu” często niezależnie wystawiają zawodników do mniejszej rangi zawodów zależnie od własnych środków finansowych, relacji z zagranicznymi szkołami walki, członkostwa w międzynarodowych organizacjach itp.
Obecnie można wyróżnić co najmniej dwa podejścia do rozwoju, szkolenia i startowania w zawodach zawodników sanda.
Po pierwsze, dla klubów kick-boxingu czy bosku tajskiego, bądź innych tego typu szkół walki, sanda jest po prostu kolejną formułą organizowania walk na ringu. W takich klubach trenuje się głównie od początku do końca pod kątem walki w ringu, z wykorzystaniem rękawic, worków treningowych i innych tego typu przyrządów, odgrywa się sparingi. Decyzja o przystąpieniu do zawodów w formule sanda wymaga zatem zapoznania się z właściwym regulaminem tej formuły, analizą dotychczasowych walk toczonych na zawodach i rozpoczęciem szczegółowego treningu dostosowanego specyficznie na potrzeby sanda, jednakże bazującego w większości przypadków na tym samym zbiorze prostych technik, jakie trenowane są w tego typu szkołach na potrzeby walki w ringu. Jako „wolna walka”, nie związana z żadnym określonym systemem sztuk walki, sanda jest kompetencją otwartą dla przedstawicieli różnych stylów. Formuła sanda jest bliska formułom boksu tajskiego i mieszanych sztuk walki, zaś główni azjatyccy przedstawiciele sanda zawodowego wywodzą się najczęściej ze środowiska mieszanych sztuk walki.
Zachodnie szkoły „kung fu” w programach treningowych znacznie więcej miejsca poświęcają żmudnej i długotrwałej, stopniowej nauce różnych pozycji, technik i ich połączenia w postaci form – układów ruchów. Trening bezpośrednich technik samoobrony, dźwigni, rzutów i walki sparingowej stanowi jedynie dodatkowy element. Ponieważ jednak formuła sanda została opracowana w ramach wysiłku Chin nad usystematyzowaniem i unowocześnieniem tradycyjnego „kung-fu”, stanowi też jedną z dwóch form konkurencji sportowego „kung-fu”, zachodnie szkoły chińskich sztuk walki w sposób naturalny włączają tę formułę w zajęcia sparingowe. W tym sensie, jako „wolna walka” sanda stanowi doskonałą formułę treningową, w której można jeszcze lepiej poznać i zrozumieć trenowane techniki i związane z nimi zasady pracy ciałem, które w sposób wyidealizowany przekazywane są w postaci form. Niektóre szkoły „kung-fu” wprowadzają też dodatkowe, niezależne zajęcia przygotowujące swoich adeptów do walki w ringu. Przykładem rodzimej zawodniczki mającej międzynarodowe osiągnięcia w ramach takiego podejścia jest Joanna Skamla.

## Charakterystyka sanda
Walka sanda odbywa się na kwadratowej macie o powierzchni ok. 8 × 8 m, znajdującej się na niewielkim podwyższeniu, której krańce nie są niczym ograniczone, w przeciwieństwie do np. ringu bokserskiego, którego krańce ograniczone są linami montowanymi do narożnych słupów. Zgodnie z tradycją walk na platformach lei tai, najwyżej punktowanym działaniem jest wypchnięcie bądź wyrzucenie zawodnika poza ring. Aby chronić zawodników, którzy są wyrzucani z ringu, podłoże wokół niego musi być wyłożone materacami.
Innym wysoko punktowanym działaniem jest powalenie przeciwnika na matę. Stąd też zawodnicy nieustannie dążą za pomocą klinczu, rzutów i podcięć, do wywrócenia przeciwnika. W tym sensie walki sanda przypominają zapasy. Jednak po sprowadzeniu przeciwnika do parteru rozgrywka jest przerywana, aby zawodnik mógł się podnieść i zająć stojącą pozycję walki. Na tym podobieństwa do zapasów się kończą, ponieważ trzecim wysoko punktowanym działaniem jest wymierzenie przeciwnikowi kopnięcia w głowę bądź w klatkę piersiową. W tym sensie walka sanda bliższa jest boksowi tajskiemu.
Zgodnie z regulaminem Międzynarodowej Federacji Wushu, w walce można użyć dowolnych technik, przy czym zabronione jest atakowanie w tył głowy, szyję oraz krocze, zabroniony jest atak na głowę, łokieć i kolano który by prowadził do skrętu tych części ciała, zabronione jest wymuszanie upadku przeciwnika głową nad piętami, celowe miażdżenie i dociskanie leżącego przeciwnika do podłoża oraz jakiekolwiek atakowanie głowy przeciwnika, kiedy ten leży.
Walka rozgrywana jest w trakcie trzech dwuminutowych rund, pomiędzy którymi ma miejsce minuta odpoczynku. O zwycięstwie decyduje sukces w dwóch rundach. Zawodnicy muszą mieć rękawice, osłonę zębów, ochraniacze na głowach i klatce piersiowej, zaś kolor ubioru dwóch walczących ze sobą zawodników powinien być odpowiednio czarny i czerwony. Wyróżnia się dwie kategorie wiekowe (juniorzy 15-18. rż., seniorzy 18-35. rż.) oraz 11 kategorii wagowych.
Mimo że walka wydaje się krótka (3 × 2 minuty), zaś zasady jej punktowania mogą sugerować zwykłe przepychanki (wystarczy częściej przewracać przeciwnika i wypychać go za ring, niż samemu być przewracanym i wypychanym), w wykonaniu kompetentnych zawodników jest niezwykle dynamiczna i agresywna. Zawodnicy dosłownie rzucają sobą nawzajem po macie, w zależności od posiadanych umiejętności stosują uderzenia i kopnięcia obrotowe, na wyprowadzone kopnięcie – kontruderzenia, widowiskowe przechwyty, zaś siła wymienianych ciosów nierzadko prowadzi do nokautu, niekiedy już w pierwszej rundzie.